# Duguetia subcordata
Duguetia subcordata é uma espécie de magnólia. Foi descrito pela primeira vez por Paulus Johannes Maria Maas e Van Dam.  Duguetia subcordata pertence ao gênero Duguetia, e à família Annonaceae.